# Иван Попов (Струга)
Вижте пояснителната страница за други личности с името Иван Попов.
Иван Попов е български просветен и църковен деец от Македония.

## Биография
Иван Попов е роден в 1882 година в Струга, тогава в Османската империя, днес Северна Македония. Завършва българската класическа гимназия в Битоля. След това 6-7 години работи като учител в Битоля и Струга. Приема свещенически сан в 1908 година и е изпратен за архиерейски наместник в Крушево. След това заема същата длъжност във Воден и в други места.
Установява се в София след Балканската война и продължава да учителства.